# Eleições primárias na Argentina

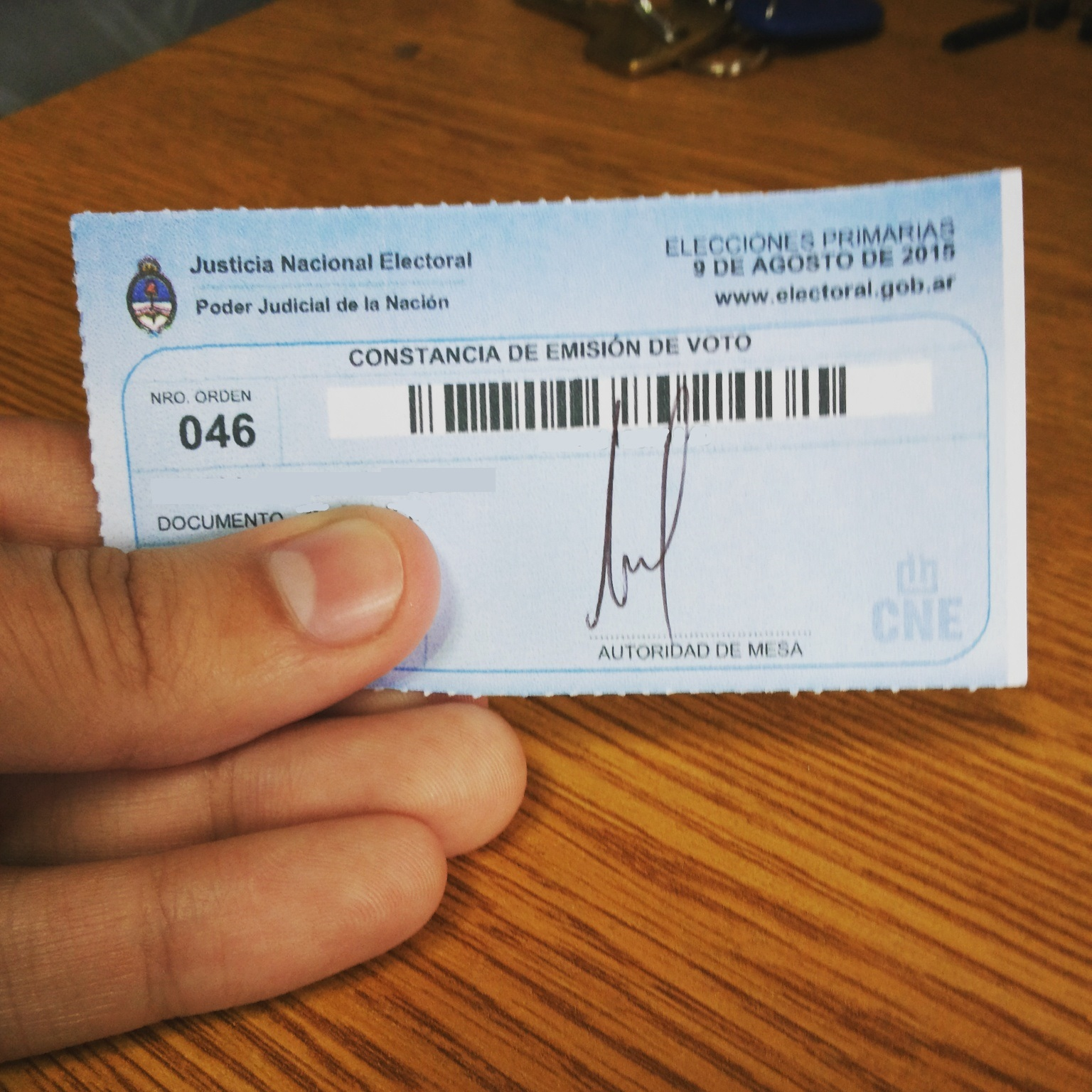
Comprovante de votação das eleições primárias de 2015.

As eleições primárias, também denominadas PASO (Primárias, Abertas, Simultâneas e Obrigatórias) foram criadas em 2009, depois da aprovação da Lei N.º 26.571. Nas eleições definem-se basicamente duas questões: quais partidos estarão habilitados a lançar candidaturas às eleições nacionais, que, segundo a lei são aqueles que obtenham ao menos o 1,5 % dos votos válidos na província em que concorrerão os candidatos. Também será definida a lista que representará cada partido ou coligação política.